# Nagroda IIFA dla Najlepszej Aktorki Drugoplanowej
Nagroda IIFA dla Najlepszej Aktorki Drugoplanowej - akttorki nominowane przez znakomitości kina bollywoodzkiego w Indiach wybierane drogą internetowa przez widzów. Nagrody są wręczane na uroczystości poza granicami Indii. Trzykrotną laureatką jest żona Amitabh Bachchana - Jaya Bachchan.
| Rok  | Aktorka            | Film                     |
| ---- | ------------------ | ------------------------ |
| 2000 | Sushmita Sen       | Biwi No. 1               |
| 2001 | Jaya Bachchan      | Fiza                     |
| 2002 | Jaya Bachchan      | Kabhi Khushi Kabhie Gham |
| 2003 | Kiron Kher         | Devdas (film 2002)       |
| 2004 | Jaya Bachchan      | Kal Ho Naa Ho            |
| 2005 | Rani Mukerji       | Veer-Zaara               |
| 2006 | Ayesha Kapoor      | Black (film)             |
| 2007 | Soha Ali Khan      | Rang De Basanti          |
| 2008 | Konkona Sen Sharma | Life in a... Metro       |